# Cantador-sulfúreo
Formigueiro-cantor-sulfúreo ou cantador-sulfúreo (Hypocnemis flavescens) é uma espécie de ave da família Thamnophilidae. É encontrado em florestas úmidas no sul da Venezuela, no sudeste da Colômbia e no noroeste do Brasil (oeste do Rio Branco). Até recentemente, era considerada uma subespécie do Papa-formiga-cantador, mas com base nas diferenças vocais e em menor grau nas diferenças de plumagem, é agora tratada como uma espécie separada.
O Cantador-sulfúreo foi descrito pela primeira vez em 1865, pelo zoólogo Philip Sclater.

## Estado de conservação
Esta espécie tem um alcance muito grande e, portanto, não se aproxima dos limites para ser considerada Vulnerável sob o critério de tamanho de alcance (sua extensão de ocorrência é de cerca de 746.000 km2). A tendência da população parece está aumentando e, portanto, a espécie não se aproxima dos limiares para Vulnerável sob o critério de tendência da população. O tamanho da população não foi quantificado, mas não se acredita que se aproxime dos limiares para Vulnerável sob o critério de tamanho da população. Por estas razões, a espécie é avaliada como Pouco preocupante.

## População
O tamanho da população global da espécie não foi quantificado, mas a espécie é descrita como cada vez mais comum. Acredita-se que esta população esteja aumentando por causa da ausência de evidência de qualquer declínio ou ameaça substancial.